# Sebastiano Dusi
Sebastiano Dusi (Brescia, 21 aprile 1989) è un rugbista a 15 italiano, mediano di mischia del Colorno e varie squadre italiane, francesi e inglesi..

## Biografia
Ingaggiato dalle giovanili del Calvisano, Dusi rappresentò l'Italia a livello giovanile prima ancora di debuttare nel Super 10.
Esordiente in Super 10 nel 2008 con il Calvisano, dopo il ridimensionamento del club al termine della stagione d'esordio Dusi si trasferì dapprima al Piacenza, poi in Inghilterra, dove all'attività di muratore affiancò quella di rugbista dilettante nelle file del Bury St Edmunds, squadra delle divisioni londinesi.
Tornato in Italia fu ingaggiato dal GranDucato in Eccellenza 2010-11 e, nel novembre 2010, ricevette l'invito dei Barbarians per disputare un incontro ad Aldershot contro la selezione delle forze armate britanniche, al fianco di giocatori internazionali come il sudafricano Thinus Delport e l'italiano Paul Griffen e guidato dal tecnico inglese Brian Ashton.
Nell'estate del 2011 passò a L’Aquila, sempre in Eccellenza e, dalla stagione successiva, al San Gregorio, in serie A1.
Nel 2013 fu al Colorno, in cui rimase fino a tutto il campionato 2013-14; al termine della stagione, al fine di incrementare il proprio livello di gioco, si trasferì in Francia a Clisson, dove giocò da dilettante in Promozione d'Onore nelle file della formazione cittadina allenata da Gianfranco Ermolli, già C.T. dell'Italia femminile e dell'Under-17; dall'anno successivo milita a Nantes in Fédérale 2 con cui vince la promozione in federale 1.
Nell'estate del 2016 venne ufficializzato il suo rientro al Colorno.
Dopo la stagione a Colorno, si spostò al CUS Milano Rugby, sempre in serie A e ci rimase per due stagioni consecutive, fino al ritorno in Inghilterra, con il Bury st Edmunds, ora squadra semi professionista salita fino alla categoria "National 2"
Dopo due stagioni ricche di soddisfazioni, ma anche a tratti interrotte dalla pandemia, Sebastiano decise di tornare in Italia e sposare il progetto dei Centurioni rugby di cui divenne capitano.
Un brutto infortunio però lo costrinse a saltare tutta la stagione sportiva 2021/2022.